# Zrcalnorefleksni fotoaparat
Zrcalnorefleksni fotoaparat (znan tudi pod kratico SLR za angleški izraz »single-lens reflex«) je vrsta fotoaparata, ki s pomočjo sistema zrcal in leč omogoča uporabniku, da vidi sliko natančno tako, kot pade na sistem za zajemanje svetlobe (fotografski film pri klasičnih ali svetlobno tipalo pri digitalnih fotoaparatih). Pred iznajdbo zrcalnorefleksnih fotoaparatov so imeli vsi fotoaparati dve optični poti - eno za zajem slike in eno za iskalo. Slabost sistema pri posnetkih z razdalje ni opazna, pri bližnjih posnetkih pa se zaradi paralakse kompozicija lahko bistveno spremeni.

## Osnovna zgradba in delovanje
Pri sodobnih zrcalnorefleksnih fotoaparatih je med mirovanjem med objektiv in film oziroma tipalo nameščeno odmično zrcalo, ki preusmeri svetlobo navzgor. Odbita slika pade na prizmo, kjer se odbije tako, da jo fotograf skozi optično iskalo vidi pravilno poravnano. Za zrcalom je še zaklop, ki blokira vso svetlobo. Ob pritisku na sprožilec polavtomatski mehanizem privzdigne zrcalo in odpre zaklop za določeni čas osvetlitve. V tem času se skozi iskalo ne vidi nič. Takoj za tem se oba premična mehanizma vrneta v mirovno stanje in sta pripravljena na ponovni posnetek.
Glavna prednost takšnega sistema je natančen predogled motiva, kot ga bo zajel fotoaparat, in je torej ocenjevanje kompozicije ter ostrenja zanesljivejše. Slaba stran je predvsem kompleksnejša zgradba, posledica česar sta večja velikost naprave, višja cena in več možnosti za mehansko okvaro. Zrcalo, ki ob pritisku na sprožilec »skoči« navzgor, poleg tega dodatno zatrese fotoaparat.